# IBM PC XT
De IBM PC XT was de uitgebreidere versie van de IBM PC. De IBM XT bevatte een ingebouwde harde schijf en in plaats van 2 diskette stations had de IBM XT er een. De IBM PC XT was de eerste computer waarbij er standaard een harde schijf ingebouwd werd. XT staat voor "eXtended Technology".

## Jaren 80
In de jaren tachtig waren de IBM PC-computers de eerste en de bekendste los te gebruiken computers. PC staat voor "personal computer". De home-computer was een soort voorloper hiervan (Commodore 64, Sinclair). Al in de tijd van de IBM PC met het besturingssysteem DOS is de concurrentie met Apple begonnen. Ook werden al de eerste draagbare computers gemaakt. 
De computers bestonden uit de computer zelf, een beeldscherm en een toetsenbord. Het laden van programma's en gegevens kon alleen met floppy-disks. De besturing via het toetsenbord en de uitvoer op het beeldscherm ging regel voor regel. 

## Gevolg van de populariteit
Snel werden de IBM PC-computers door andere fabrikanten nagemaakt. Een veelgebruikte processor bij deze "klonen" was de Intel-8086 en waren daardoor vaak sneller dan het origineel van IBM, dat een Intel-8088 bezat. Door de snelle ontwikkeling van de computers zijn de XT's in onbruik geraakt. Zij werden eerst vervangen door de AT (=Intel 80286 chip), waarbij voorzichtig een grafisch besturingssysteem mogelijk werd. Ook de muis begon in de tijd van de AT aan een voorzichtige opmars. Pas toen Windows 95 werd gelanceerd, werd de muis onmisbaar.
Van veel computerprogramma's die nu nog gebruikt worden, is de ontwikkeling begonnen in de tijd van de IBM PC XT. Het succes van deze programma's hing er later van af hoe goed ze zijn aangepast aan de nieuwe grafische omgeving van computers.